# Lorryia funki
Lorryia funki är en spindeldjursart som beskrevs av Baker 1968. Lorryia funki ingår i släktet Lorryia, och familjen Tydeidae. Arten är reproducerande i Sverige.